# José Feliciano Fernandes Pinheiro
José Feliciano Fernandes Pinheiro, primer i únic vescomte amb grandesa de São Leopoldo (Santos, 9 de maig de 1774 — Porto Alegre, 6 de juliol de 1847), va ser un escriptor, magistrat i polític brasiler.

## Biografia
Fill del coronel de milícies José Fernandes Martins, natural de Guimarães (Portugal), i de Teresa de Jesus Pinheiro, paulista de Santos. Es va casar amb Maria Elisa Júlia de Lima (1793 - 1877), natural de Rio Grande do Sul. Van tenir 10 fills, entre els quals Maria Rita Fernandes Pinheiro, qui va contraure matrimoni amb el 2n vescomte de Pelotas.
Format en Lleis i Cànons a la Universitat de Coimbra el 1798, va fer els seus primers treballs literaris, traduccions i compilacions d'assumptes d'immediata utilitat pràctica, publicats de 1799 a 1801. Va tornar al Brasil el 1801, on va ocupar el càrrec de jutge de les duanes de Rio Grande do Sul i Santa Catarina. Entre 1811 i 1812 va ser l'auditor general de les tropes de l'exèrcit pacificador.
Va ser elegit, el 1821, diputat a les Corts Portugueses, per São Paulo i per Rio Grande do Sul, havent optat pel primer. Va participar en la reforma governamental que es va donar al país. Va tornar al Brasil just després de la declaració de la Independència.
Diputat general a l'Assemblea Constituent, de 1823, per Rio Grande do Sul, el 12 de juny va fer un discurs a favor de la creació d'una Universitat al Brasil, per evitar l'opressió als alumnes brasilers que anaven a estudiar a Portugal. Com a resultat va ser instituïda una comissió, que va proposar la creació de la Facultat de Dret de São Paulo i la Facultat de Dret d'Olinda, però amb la dissolució de l'Assemblea, tal projecte va ser ajornat. Posteriorment, al mes de novembre, va ser nomenat president de la província de Rio Grande do Sul, romanent fins al 1826 en el càrrec, i allà va fundar la primera impremta i va rebre la primera lleva d'immigrants alemanys a São Leopoldo.
El 1825 va entrar al Consell Imperial, sent condecorat l'any següent amb el títol de vescomte i escollit Conseller d'Estat i senador de l'Imperi del Brasil, càrrec en el que va romandre de 1826 a 1847.
Va ser ministre de Justícia, el 1827, finalment va aconseguir crear les Facultats de Dret de São Paulo i Olinda, per decret de l'11 d'agost. Va ser ocasionalment encarregat de missions de caràcter diplomàtic.
D'esperit conservador i moderat, va ser dels pocs diputats brasilers que van jurar la constitució per ell feta. A més de memòries biogràfiques de compatriotes il·lustres o sobre límits del Brasil, i monografies interessants sobre la història literària, va escriure una obra notable pel temps i encara avui estimable, Annaes da Capitania de S. Pedro (en català, Anals de la Capitania de S. Pedro). Com a llibre, en referència al més pur aspecte bibliogràfic, és considerat dels més ben escrits de l'època en composició i estructura. No obstant, hi podem trobar algunes incorreccions de llenguatge, gal·licismes i alguns més greus defectes d'estil. La seva redacció repassa l'home culte a Portugal i la lectura dels portuguesos.
Com a historiador, el vescomte de São Leopoldo va sobresortir pel bon criteri històric, aptitud crítica, capacitat d'investigar amb èxit en documents autèntics (de preferència originals o inèdits), l'ús de la informació segura de les fonts o informes impresos de l'assumpte, l'art de disposar i referir els fets de manera ordenada i pulcre. Les seves Memórias (Memòries), publicades pòstumament a la Revista de l'Institut Històric (volums 37-38), per bé que els falti l'interès de les revelacions inèdites i just de les indiscrecions, són un bon component del gènere.
Va ser un dels fundadors de l'Institut Històric i Geogràfic Brasiler, sent elegit primer president perpetu.

## Llibre dels Herois i Heroïnes de la Pàtria
El 8 de gener de 2018 va ser inscrit en el Llibre dels Herois i Heroïnes de la Pàtria, situat al Panteó de la Pàtria i la Llibertat Tancredo Neves de Brasília, segons la llei número 13.599.